# Großkopfschildkröte

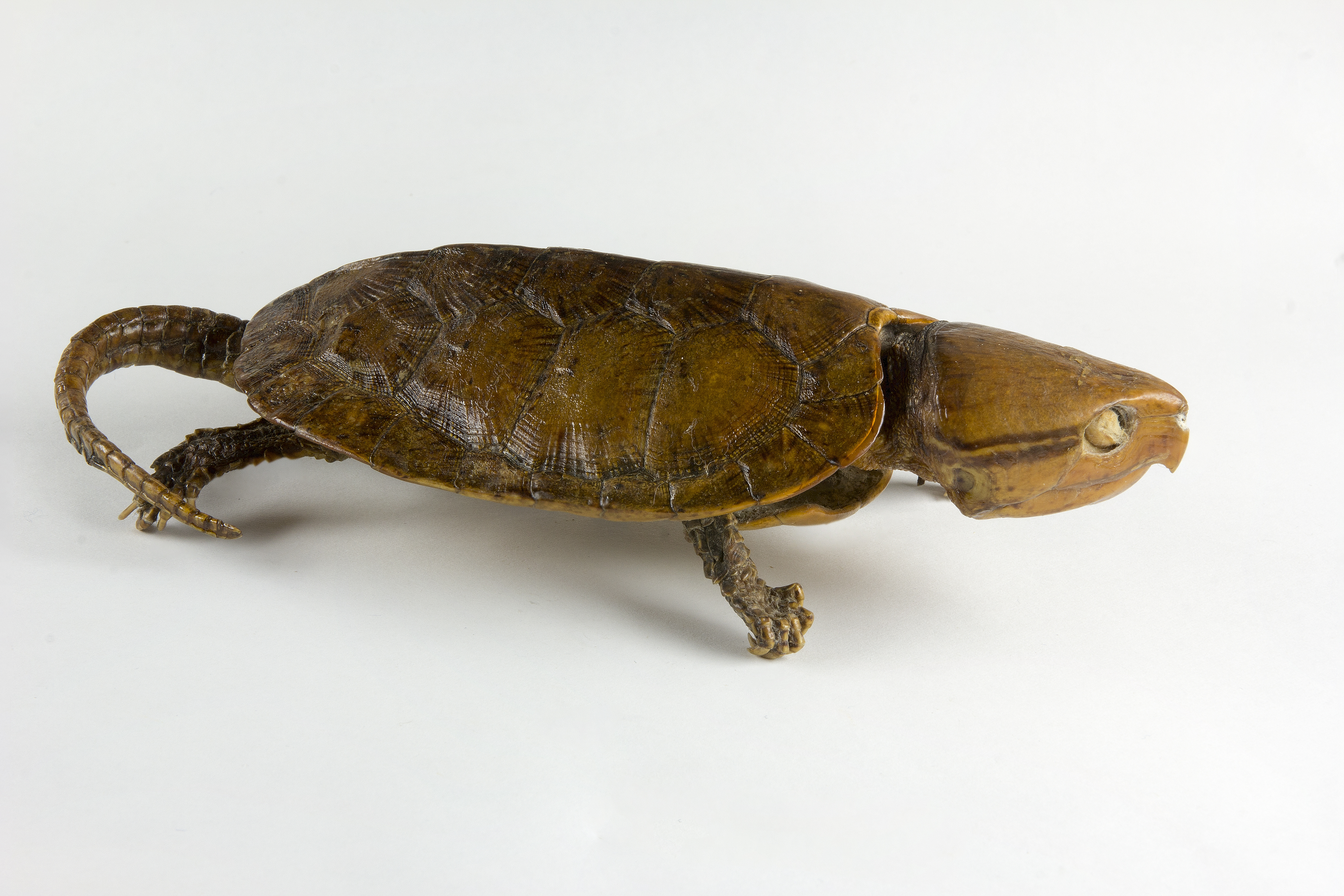
Platysternon megacephalum

Die Großkopfschildkröte (Platysternon megacephalum) ist die einzige Art in der Familie der Großkopfschildkröten (Platysternidae).

## Merkmale
Großkopfschildkröten erreichen eine Körperlänge von etwa 20 Zentimetern, haben einen relativ großen Kopf, den sie nicht wie andere Schildkröten vollständig in den Panzer zurückziehen können, und einen langen Schwanz, den sie ebenfalls nicht vollständig in den Panzer ziehen können. Zu ihrem Schutz haben sie an diesen Stellen große Hornschuppen. Da sie ihren Kopf nicht zurückziehen können, verhalten sich Großkopfschildkröten gegenüber Feinden auch nicht passiv, sondern greifen an und versuchen den Gegner durch Bisse zu vertreiben.

## Verbreitung und Lebensweise
Das Verbreitungsgebiet der nachtaktiven Großkopfschildkröte befindet sich im südlichen China, Birma, Thailand und Vietnam. Dort lebt sie an und in kühlen Gebirgsbächen und ernährt sich von Schnecken, Krebsen und Fischen. Mit ihren kräftigen Kiefern knackt sie die harten Schalen der Beutetiere auf. Da sie kein guter Schwimmer ist, läuft sie am Gewässerboden entlang oder klettert auf Bäume und Büsche. Das aus zwei Eiern bestehende Gelege wird in einer Erdmulde abgelegt. Die niedrige Anzahl der Eier lässt sich dadurch erklären, dass die Großkopfschildkröte nur wenige Feinde hat. Nach der Eiablage glättet das Weibchen die Erde über dem Nest. Die Jungtiere müssen sich nach dem Schlupf selbst ausgraben.

## Unterarten
- P. m. megacephalum
- P. m. peguense
- P. m. shiui